# 볼라니
볼라니(페르시아어: بولانی) 또는 페리키(파슈토어: پارکی)는 아프가니스탄의 납작빵이다. 빵은 얇으며, 빵 안쪽에 감자, 시금치, 렌즈콩, 호박, 리크 등 야채 소가 들어간다. 볼라니는 종종 발효유와 함께 제공된다.
아프가니스탄에서 볼라니는 대부분 명절이나 파티 같은 중요한 날짜에 제공된다.

## 같이 보기
- 괴즐레메
- 크스트브이